# KIC 12557548
KIC 12557548 – pomarańczowy karzeł położony w gwiazdozbiorze Łabędzia w odległości około 1500 lat świetlnych od Ziemi, zbadany w ramach programu Kepler. Obserwowana wielkość gwiazdowa obiektu wynosi 16m, temperatura powierzchni gwiazdy wynosi ok. 4400 K.

## Układ planetarny
Gwiazda najprawdopodobniej posiada planetę pozasłoneczną obiegającą ją po bardzo ciasnej orbicie, okres orbitalny tej planety wynosi zaledwie 15,7 godzin. Jest to najkrótszy okres orbitalny wśród wszystkich znanych planet (stan na 2012), planeta obiega gwiazdę w odległości zaledwie 1,5 milionów kilometrów od powierzchni gwiazdy – mniej niż cztery odległości Ziemi od Księżyca.
Planeta została odkryta metodą tranzytową, w jej przypadku uwagę astronomów zwrócił niezwykły przebieg zaćmienia gwiazdy obieganej przez planetę. Zazwyczaj tranzytujące planety regularnie zmniejszają widzialną jasność obieganych przez nie słońc, w przypadku KIC 12557548 obserwowane zaćmienia jej gwiazdy były bardzo nieregularne. Ich analiza wskazała, że planeta ciągnie za sobą „ogon” podobny do warkocza kometarnego; prawdopodobnie z powodu znacznej bliskości gwiazdy planeta jest powoli rozrywana, a metale występujące na jej powierzchni odparowują, kondensując następnie w ziarna pyłu. Innym wyjaśnieniem tego zjawiska może być intensywny wulkanizm, erupcje mogą tworzyć obserwowane chmury pyłu. Szacuje się, że planeta traci około sto tysięcy ton materii na sekundę (1 M🜨 na miliard lat).